# Tessa Appeldoorn
Tessa Appeldoorn (Utrecht, 29 april 1973), is een voormalige Nederlandse roeister. Ze nam tweemaal deel aan de Olympische Spelen en won hierbij één medaille.

## Levensloop
In 1996 maakte ze haar olympische debuut bij de Olympische Spelen van Atlanta op het onderdeel acht met stuurvrouw. Met een tijd van 6.31,11 moest ze genoegen nemen met een zesde plaats. Vier jaar later ging het haar beter af op de Olympische Spelen van Sydney. Ditmaal maakte behaalde ze met de vrouwenacht een zilveren medaille door in 6.09,39 te finishen. Het goud ging naar de Roemeense roeiploeg, die in 6.06,44 over de finish kwam.
Appeldoorn studeerde fysiotherapie en was aangesloten bij URV Viking in Utrecht.

## Palmares

### roeien (dubbel-twee)
- 1991: 8e WK junioren - 7.27,93

### roeien (dubbel-vier)
- 1990: 5e WK junioren - 6.54,79

### roeien (vier zonder stuurvrouw)
- 1998:  WK in Keulen - 6.32,73

### roeien (acht met stuurvrouw)
- 1994: 4e WK in Indianapolis - 6.10,00
- 1995:  WK in Tampere - 6.54,25
- 1996: 6e OS in Atlanta - 6.31,11
- 1997:  Wereldbeker III in Luzern - 6.21,40
- 1997: 8e WK in Aiguebelette - 6.30,74
- 1998: 9e Wereldbeker III - 6.34,53
- 1999:  Wereldbeker I in Hazewinkel - 6.28,83
- 1999:  Wereldbeker III in Luzern - 6.04,20
- 1999: 4e WK in St. Catharines - 6.55,57
- 2000:  Wereldbeker I in München - 6.33,93
- 2000: 4e Wereldbeker III in Luzern - 6.15,13
- 2000:  OS in Sydney - 6.09,39

Femke Boelen · 
Marleen van der Velden · 
Astrid van Koert · 
Marieke Westerhof · 
Rita de Jong · 
Tessa Knaven · 
Tessa Appeldoorn · 
Muriel van Schilfgaarde · 
Jissy de Wolf (stuurvrouw)
Anneke Venema · 
Carin ter Beek · 
Nelleke Penninx · 
Pieta van Dishoeck · 
Eeke van Nes · 
Tessa Appeldoorn · 
Marieke Westerhof · 
Elien Meijer · 
Martijntje Quik (stuurvrouw)